# Dicy
Dicy är en kommun i departementet Yonne i regionen Bourgogne-Franche-Comté i norra Frankrike. Kommunen ligger i kantonen Charny som tillhör arrondissementet Auxerre. År 2018 hade Dicy 310 invånare.

## Befolkningsutveckling
Antalet invånare i kommunen Dicy
| Referens: INSEE |